# Шинкаренко Дмитро Олександрович
Дмитро Олександрович Шинкаренко (нар. 26 січня 2000, Маріуполь, Донецька область, Україна) — український футболіст, крайній захисник футбольного клубу «Буковина».

## Життєпис

### Ранні роки
Народився в Маріуполі. Футболом розпочав займатися в рідному місті, згодом приєднався до ДЮСШ «Маріуполь». У ДЮФЛУ виступав за «Маріуполь» та ДВУФК (Дніпропетровськ), де провів 63 матчі (2 голи). Починаючи з сезону 2017/18 років виступав за юнацьку та молодіжну команду «приазовців». В юнацько-молодіжних змаганнях під егідою УПЛ провів 56 матчів (1 гол).

### Клубна кар'єра
У серпні 2020 року перейшов до «Авангарда», куди відправився на правах оренди. Дебютував у футболці краматорського клубу 5 вересня 2020 року в програному (1:2) домашньому поєдинку 1-го туру Першої ліги України проти одеського «Чорноморця». Дмитро вийшов на поле в стартовому складі та відіграв увесь матч. Дебютним голом у дорослому футболі відзначився 31 жовтня 2020 року на 80-ій хвилині в переможному (1:0) виїзному поєдинку 10-го туру Першої ліги України проти луцької «Волині». Шинкаренко вийшов на поле в стартовому складі та відіграв увесь матч. Впродовж сезону провів 28 офіційних матчів в усіх турнірах.
Перед стартом сезону 2021/22 став гравцем клубу «Гірник-Спорт». У футболці «гірників» дебютував 24 липня 2021 року в програному (0:2) домашньому поєдинку 1-го туру Першої ліги України проти колишнього клубу «Авангард». Дмитро вийшов на поле в стартовому складі та відіграв увесь матч. У зимове міжсезоння 2022/23 залишив команду, у футболці якої загалом зіграв 28 матчів у Першій лізі України та 3 поєдинки у кубку України.
Кар'єру продовжив теж у першоліговій команді, став гравцем івано-франківського «Прикарпаття», в складі якого до завершення сезону провів 8 офіційних поєдинків (1 гол). А вже у наступному 2023/24 сезоні зіграв за івано-франківський клуб 26 матчів та записав у свій актив 5 голів та 5 результативних передач.
В липні 2024 року підписав контракт із першоліговим футбольним клубом «Буковина». 26 жовтня 2024 року Дмитро провів 100-й офіційний матч у першій лізі України.